# Socket 8
El Socket 8 es un tipo de zócalo de CPU que fue usado exclusivamente para los procesadores Pentium Pro y Pentium II OverDrive desarrollados por Intel. 
Intel dejó de utilizar este zócalo en favor de los de tipo Slot 1 con la llegada del Pentium II.
- Datos: Q376234
- Multimedia: Socket 8 / Q376234